# 厄兹居尔·厄泽尔
厄兹居尔·厄泽尔（土耳其語：Özgür Özel，1974年9月21日—），土耳其药师和政治人物，现任共和人民黨主席，大西洋主义者。于2015年6月24日至2023年6月3日期间，他曾与恩金·阿尔泰和莱文特·格克一同担任共和人民黨议会党团副领袖。自2011年大选以来，他一直是马尼萨选区的议员。他以积极维护马尼萨省矿工权利而闻名。
他自2024年2月25日起担任社会党国际副主席。

## 早年生活和职业生涯

### 教育
厄兹居尔·厄泽尔于1974年9月21日出生在馬尼薩的一个土耳其裔巴尔干人（土耳其裔馬其頓人）家庭，祖籍为北馬其頓斯科普里和希腊塞萨洛尼基。他在馬尼薩接受小学教育，在伊兹密尔博尔诺瓦的安纳托利亚高中完成中学教育和开始大学学业，但之后回到了馬尼薩并在那里完成了大学学业。他毕业于爱琴海大学制药系。

### 药师

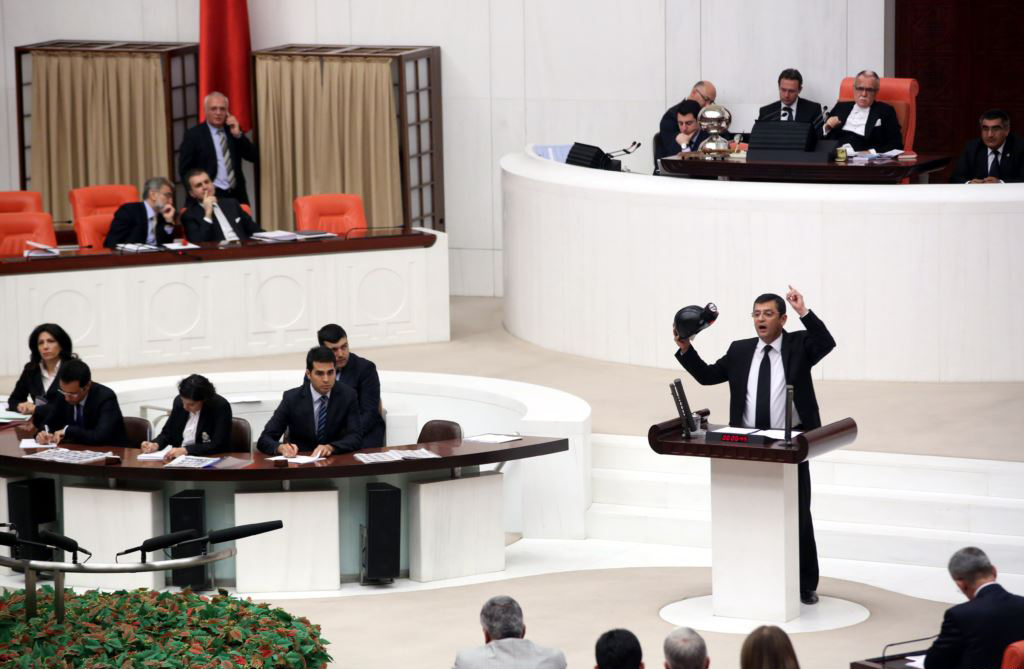
马尼萨议员厄泽尔在土耳其大国民议会就索马矿难发言，摄于2014年

厄泽尔在大学毕业后成为了一名零售药师。自1999年起，他开始独立执业。2001年至2007年，厄泽尔担任马尼萨药师商会秘书长，并在此期间两度担任商会会长。他也在这段时间内担任了马尼萨学术协会联盟的发言人和主席。此外，他还在国际舞台上发挥着积极作用，是国际医药联合会、欧洲联盟医药集团和欧洲医药论坛等国际组织的成员。此外，他还在国际舞台上发挥着积极作用，是國際藥學聯合會、欧盟医药集团和欧洲医药论坛等国际组织的成员。
自2007年开始，厄泽尔担任了土耳其药师协会执行董事会成员、会计师和两届秘书长，并在163次不同的大会和会议上多次发言和演讲。厄泽尔也是国际药师联合会、欧洲联盟药师小组和欧洲药师论坛的成员。
2007年至2011年，厄泽尔在土耳其药师协会担任过一届财务主管和两届秘书长。

## 政治生涯

### 共和人民党

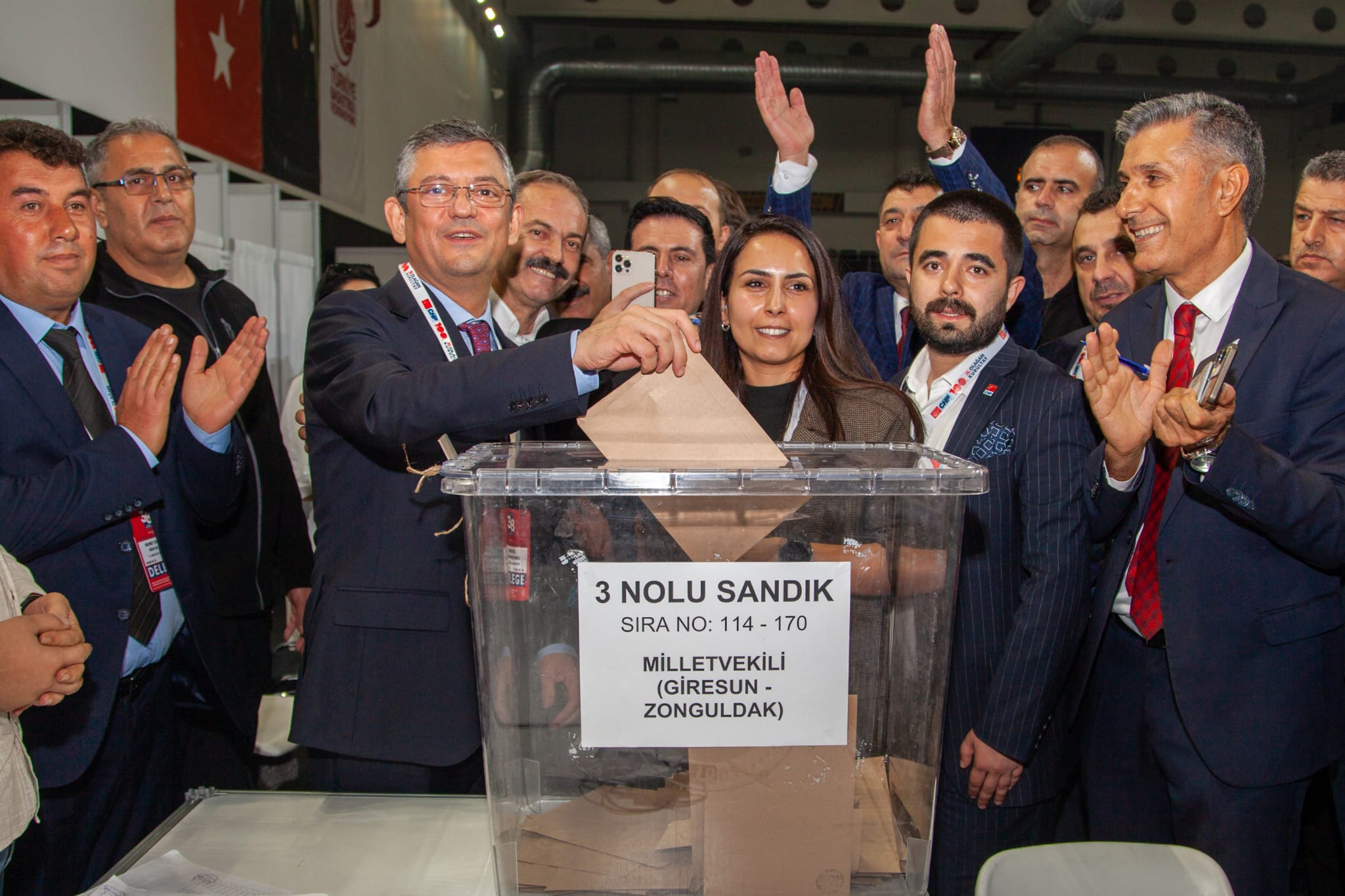
厄兹居尔·厄泽尔在共和人民党第38届普通代表大会第一轮选举中投票

厄泽尔在2011年大选中当选为马尼萨选区国会议员，并于2015年6月和2015年11月再次当选。他于2014年9月举行的共和人民党第18届特别代表大会上当选为该党议会成员。作为一名议员，他是议会卫生委员会和监狱调查委员会的成员。在2015年6月24日短暂的第25届议会开始时，他当选为共和人民党的议会党团副领袖，并在2015年11月的第26届议会开始时再次当选，与恩金·阿尔泰和莱文特·格克一同担任此职务。作为一名国会议员，他承担了重要的职责，包括在卫生、家庭、劳工和社会事务委员会、共和人民党监狱监督和检查委员会、共和人民党大学和学生问题研究委员会以及议会索马矿井研究委员会任职。
2015年，厄泽尔荣获凯末尔思想协会和当代记者协会授予的乌乌尔·穆姆久年度政治人物奖。
在第25届、第26届和第27届议会任期中，厄泽尔担任了共和人民党议会党团副领袖，负责监督共和人民党在议会中的工作。他在2015年至2023年间任职共和人民党议会党团主席。

### 索马矿难
2014年5月的索马矿难中，马尼萨省索馬的一座煤矿倒塌，造成301名矿工丧生。事后，厄泽尔和其他马尼萨共和人民党国会议员成为了全球焦点。在矿难发生前两个月，正义与发展党政府曾拒绝通过厄泽尔提出的一项旨在调查索马和其他矿业城镇矿难的议会动议，因此是次矿难引发了对正义和发展党政府的大规模批评。厄泽尔在灾难前后的讲话引起了全国范围的关注。

### 参选共和人民党领导人
厄泽尔宣布他将在2023年举行的共和人民党第38届普通代表大会上竞选领导人职位。他批评凱末爾·基里達歐魯表示将在未来把共和人民党交给“一个有知识和经验的优秀社会民主党人”的言论。然而，一些党员对此发表了反对意见，并批评克勒奇达尔奥卢未能以民主方式领导党，尤其是厄泽尔论证称克勒奇达尔奥卢的这一声明是针对他自己和其他潜在竞争者的。厄泽尔强调党内民主的重要性，并表示党的领导者应该以民主选举产生。他还反对克勒奇达尔奥卢关于“把党送到安全港”的类比，并以“是谁把那艘船拖进了危险水域”的问题批评了这种说法。
厄泽尔批评克勒奇达尔奥卢对共和人民党的管理，称他未能把握住2023年土耳其大选的失败原因，而是在“找借口”。他还批评共和人民党允许与之结盟其他党派的36名候选人竞选共和人民党在立法选举中的席位。在2023年11月5日所举行共和人民党代表大会的第二轮中，厄泽尔被选为共和人民党的新主席。